# Дракон (спектакль)
«Драко́н» — спектакль в жанре политического фарса, поставленный Геннадием Егоровым в 1988 году на сцене Ленинградского государственного театра имени Ленинского комсомола по пьесе-сказке русского советского драматурга Евгения Шварца «Дракон».

## История создания
Основное свойство подлинной сказки – это то, что она серьёзна. Она может быть смешной, она может быть даже сатирической, но она всегда остаётся серьёзной до наивности.Евгений Шварц
Пьесу-сказку «Дракон» Евгений Шварц написал в 1943 году в Сталинабаде, имея в виду события второй мировой войны. В 1944 году режиссёр Николай Акимов поставил её в Ленинградском театре комедии, который находился в то время в эвакуации в Сталинабаде. После первых же показов спектакль был запрещён.
В 1962 году «Дракон» был заново поставлен Николаем Акимовым в Ленинградском театре комедии и во второй раз был запрещён.
В 1988 году на сцене Ленинградского государственного театра имени Ленинского комсомола главный режиссёр Геннадий Егоров поставил пьесу-сказку Евгения Шварца «Дракон» в жанре политического фарса.
Чтобы реже ошибаться и лучше различать цвета, людям полезно слушать и смотреть сказки, которые никогда не кривят душой, не склоняются к умолчанию даже там, где правда не столь уж привлекательна. Познакомившись со спектаклем Ленинградского государственного театра имени Ленинского комсомола «Дракон»,  понимаешь, что благодаря творческим усилиям режиссёра Г. Егорова в 1988 году с нами открыто говорит всем сердцем ненавидящий Драконов добрый сказочник Евгений Шварц.Илья Ляхов

## Создатели спектакля
- Постановка — Геннадия Егорова
- Режиссёр — Алексей Арефьев
- Художник — Владимир Фирер
- Композитор — Сергей Самойлов
- Балетмейстер — Эдвальд Смирнов
- Мастер по трюкам — Александр Ивашов

## Действующие лица и исполнители
- Ланцелот — И. Арсеньев, А. Арефьев
- Эльза — Л. Луппиан, А. Власова
- Шарлемань — Е. Иоффе, В. Сухоруков
- Бургомистр — Л. Лемке, М. Уржумцев
- Генрих — Р. Гумеров
- Кот — В. Сухоруков, Ю. Оленников
- Осёл — Л. Михайловский, А. Тенетко
- Первая голова Дракона — Ю. Оськин, К. Комаров
- Вторая голова Дракона — Л. Кудряшов, К. Анисимов, А. Дубанов
- Третья голова Дракона — А. Арефьев, В.Смирнов, Л. Михайловский
- Тюремщик — В. Костюченков, А. Маслов, Б. Матвеев, В. Некрасов
- Первая горожанка — В. Виноградова, Л. Елисеева
- Вторая горожанка — И. Кузнецова, Т. Страдина
- Первая подруга — А. Власова, И. Смирнова
- Вторая подруга — Н. Ипатова, Ю. Яковлева
- Третья подруга — А. Назарова, И. Основина
- Первый ткач — В. Долгушин, Ю. Оленников
- Второй ткач — В. Некрасов, Д.Соловьёв
- Шляпных дел мастер — Ю. Оленников, Д.Соловьёв
- Садовник — О. Куликович, А. Семёнов, Ю. Фетинг
- Музыкальных дел мастер — К. Комаров, С. Ражук
- Первый горожанин — В. Долгушин, А. Малныкин, Ю. Хохликов
- Второй горожанин — В. Некрасов, А. Тенетко
- Кузнец — К. Анисимов, А. Дубанов
- Мальчик — Ю. Вьюшин
- Лакеи — В. Костюченков, Б. Матвеев, В. Некрасов
- Стража — артисты театра

## Содержание
На авансцене зрительного зала со скрежетом открывается тяжёлая крышка люка, из которого высовывается ослиная голова. Вслед за Ослом (Л. Михайловский) выбирается на волю полосатое чудище с хвостом — это Кот (В. Сухоруков). Повернувшись друг к другу спиной, они начинают дирижировать невидимым оркестром и действительно в зале звучит торжественная музыка. Странные дирижёры громко объявляют зрителям: «Дракон! Политический фарс в трёх действиях с двумя антрактами». Открывается театральный занавес. На сцене полукруг из узких домиков, напоминающих футляры разных музыкальных инструментов. В круглых окошках домиков видны чудные лица, выкрашенные белым гримом. Под музыку невидимого оркестра люди с белыми лицами в карнавальных нарядах выходят из домиков и направляются к зрителям, но, не дойдя до зала, исчезают в люке, из которого выбрались на волю Кот и Осёл. В этом карнавальном шествии, похожем на цирковой парад-пролог, люди не очень весёлые и счастливые.
Среди людей идут молодчики в чёрных фраках и котелках — такие классические шпики, идёт палач с головой, накрытой красной накидкой с прорезью для глаз, наконец, идёт и сам Дракон, как положено, с тремя головами, в мундире, вместившем в себя трёх своих исполнителей. Шествие заканчивается.
На сцене квартира. В круглых маленьких окошках квартиры видны дома старинного города. А вот и герой — сказочно красивый юноша в звёздном плаще — Ланцелот (И. Арсеньев), именно ему предстоит сразиться с драконом. Юношу принимает в доме Кот, которого зовут Машенькой. Этот Кот себе на уме, у него хитрый взгляд, кошачья пластика, мурлыкающая речь. Кот вдруг замолкает, застывает, словно прыгнет сейчас, но не прыгает, а начинает лапкой кого-то очень сосредоточенно ловить. Мошку, Мышку? Оказывается, «проклятую ящерицу», то есть Дракона, выбравшего для съедения Эльзу, юную хозяйку Кота. В дом входят Эльза (Л. Луппиан) и её отец Шарлемань (Е. Иоффе), вполне счастливые, несмотря на то, что завтра Эльза отправится на съедение к Дракону. Удивительно лицо Шарлеманя, расплывчатое в мягкости, доброте и глупости, такое, будто он собирается заплакать, и уже чуть было не заплакал, но Драконом приказано улыбаться, и он покорно улыбается. И все драконовы беспорядки послушно считает добродетелями.
Дракон (Ю. Оськин) появляется из люка, но очень мирно, по-домашнему, как близкий родственник — в спортивных брюках, в подтяжках, только на лице белой краской нарисована злая маска. Но при всей своей домашности Дракон-солдафон ждёт от Шарлеманя чётких ответов. Дважды Дракон меняет свой облик, принимая вид очень безвредных людей (Л. Кудряшов и А. Арефьев). Но каждый раз при их появлении раздаётся треск, грохот, и на заднике вспыхивает большая электрическая искра. А, когда надо, из всех дверей и проёмов, как из-под земли, вырастают и застывают в готовности номер один молодые люди в штатском. Дракон расправляется с врагами не сам, у него целый аппарат для подавления непокорных горожан. На протяжении спектакля (и до и после смерти Дракона) звучит запись голоса — ритмично, через паузы, под лёгкую дробь барабана: «Говори. Говори. Говори. Кто? Где? С кем?». Допросы, пытки, доносы. Дракон заявляет: «Мои люди очень страшные. Моя работа. Я их кроил». В этом сказочном городе живут люди с «дырявыми душами, продажными, прожженными, мёртвыми». Вред этого многоликого Дракона не в том, что хорошеньких девушек кушал, а в том, что души людей погубил.
В спектакле главный герой — Ланцелот. Он одет в костюм вне времени: плащ, скромный колет, высокие сапоги. Ланцелот не только яростный борец за правду и справедливость, но и романтик, поэт, верящий в силу любви. Поэтому зрители понимают, что в открытый бой с Драконом вступили не абстрактные силы добра и зла, а конкретные — Правда, Чистота, Открытость. Начался неравный бой. Ланцелот отрубил три головы у Дракона и со свистом они пали с неба на землю, и лентами из маленьких тряпочных флажков болтались их шеи. Ближайший помощник Дракона, бывший жених Эльзы Генрих, после падения каждой головы, зачитывал гражданам коммюнике о сложных манёврах, об иссякающих силах противника. Но Дракон был побеждён и бой закончился. Тяжело раненый Ланцелот, покидая город, продолжал верить в исцеление горожан: «Из-за слабости вашей гибли самые сильные, самые добрые, самые нетерпеливые. Камни и те поумнели бы. А вы всё-таки люди».
В спектакле есть персонаж, который можно назвать одним словом: горожане. Здесь и торговцы, и тюремщики, и лакеи, и стражники, и придворные, и мастеровые. Все они смирились со своей участью, славили Дракона, угождали Дракону, в лучшем случае ничего не замечали, мол, всё так и должно было быть. Люди-автоматы, люди-рабы собственной трусости.
Власть Дракона, сила Дракона, неправда Дракона особенно устраивала «верхние слои» горожан. Представители этой благополучной «верхушки» — Бургомистр (Л. Лемке) и его сын Генрих (Р. Гумеров). У Бургомистра для жизни существовали два наряда. Первый наряд — китель, расписанный звёздами и крестами, а также наполеоновская треуголка на голове. Второй наряд — смирительная рубашка с длинными рукавами, которые завязывают вокруг больного. Наряды эти Бургомистр менял в зависимости от ситуации и остроты момента. Когда Бургомистр хотел, чтобы его считали больным, он начинал громко говорить сразу в три микрофона, закатив глаза: «О люди, люди, возлюбите друг друга!». И тут же спокойно, здоровым голосом сообщал сыну: «Ты слышишь, какой бред?». И уже не в бреду, а в ясном сознании признавался Генриху: «Я ведь не обыватель какой-нибудь, а Бургомистр. Я сам себе не говорю правды уже столько лет, что и забыл, какая она». Решив, что Ланцелот погиб от полученных ран, этот шизофреник стал выдавать себя за освободителя города от Дракона-узурпатора и прибирать власть в свои руки: «Рабство кончилось, мы переродились, теперь надо стройно и вместе с тем задушевно, гуманно, демократично». Закончив свою речь Бургомистр спрашивает у Генриха: «Ну, что там у нас в тюрьме?». А в застенках тюрьмы звучит рефреном — «Говори. Говори. Говори.». Но сын идёт дальше отца: холёный, элегантный, интеллигентный Генрих готов уничтожить собственными руками своего папочку Бургомистра.
Ланцелот выжил от ран и возвращается в город. Это уже не тот обаятельный белозубый юноша, которого мы видели в начале спектакля. Он приходит как возмездие. На нём китель Дракона. Ланцелот ссылает ставшего уже Президентом Бургомистра и Генриха, который занял пост Бургомистра. Всем становится понятно, что и Ланцелот, и Эльза не могут покинуть город, пока не выполнят «мелкую работу» — в каждом из горожан надо убить дракона. Мудрый Садовник (Ю. Фетинг) просит нового правителя быть аккуратным: «Сорную траву удаляйте осторожно, чтобы не повредить здоровые корни. Ведь если вдуматься, то люди, как цветы, заслуживают тщательного ухода». В финале спектакля на сцене присутствуют все персонажи, весь этот карнавальный строй. Под музыку пятясь назад они медленно по одному исчезают со сцены в сиреневой дали, словно тают. Остаётся на сцене только один всеми забытый Шарлемань.
Сегодня, в эпоху демократизации, театр напоминает нам о необходимости бережного отношения к людям, необходимости развития их самосознания и достоинства, об опасности рабской готовности подчиниться чужой воле. Пока существует государство, на каком бы высоком уровне демократии оно ни находилось, пьеса Шварца будет оставаться актуальной.И. Ляхов

## Оценки и критика
Пьеса Евгения Шварца «Дракон» была написана в 1943 году и воспринята критикой враждебно: «вредная антиисторическая и антинародная сказка», «обывательская точка зрения на современность», «беспардонная фантастика», «пасквиль, клевета» — такими эпитетами наградил пьесу «Дракон» в статье «Вредная сказка» рецензент С. Бородин.
Спектакль «Дракон» Ленинградского государственного театра им. Ленинского Комсомола также подвергался резкой критике, но имел успех у зрителя:

В Ленинграде в Театре имени Ленинского Комсомола премьеру «Дракона» сыграли весной 1988 года (режиссёр Г. Егоров). Спектакль, с ходу и дружно обруганный ленинградской критикой, тем не менее, имеет шумный и непрекращающийся успех у своего зрителя, чему был свидетелем автор этой статьи 18 августа 1988 года. Можно сколько угодно не соглашаться с тем или иным решением образа или даже в целом всей пьесы, но одно нужно признать — на этот раз ни одному из самых наивных, неопытных и неискушённых в искусстве иносказания зрителей не приходит в голову искать адрес происходящего в каком-то «импортном» государстве. Каждое слово пьесы «доходит» сразу, как выстрел. Про сегодня и вчера, про нас. И, может быть, в этом непреходящая ценность пьесы «Дракон». Сложности «прохождения» и у этого спектакля тоже были.
— А. М. Донской